# Renato (ur. 1944)
Renato, właśc. Renato Cunha Valle (ur. 26 lutego 1944 w Rio de Janeiro) – brazylijski piłkarz i trener. Podczas kariery występował na pozycji bramkarza.

## Kariera klubowa
Karierę piłkarską Renato rozpoczął w 1964 roku w klubie CR Flamengo. Kolejne lata kariery (1965–1969) to nieustanne zmiany barw klubowych. Renato grał w tym okresie m.in. w Taubaté, Entrerriense, ponownie we CR Flamengo i Uberlândii. Lata 1970–1971 spędził w klubie Atlético Mineiro. W klubie z Belo Horizonte zdobył mistrzostwo Stanu Minas Geiras – Campeonato Mineiro w 1970 oraz pierwsze mistrzostwo Brazylii Campeonato Brasileiro w 1971. Kolejne 4 lata (1972–1975) spędził ponownie w CR Flamengo, z którym zdobył mistrzostwo Stanu Rio de Janeiro – Campeonato Carioca w 1972, 1975. Kolejne lata kariery (1976–1978) spędził w lokalnym rywalu Fluminense FC, z którym zdobył mistrzostwo Stanu Rio de Janeiro – Campeonato Carioca w 1976.
W latach 1979–1982 grał w klubie EC Bahia, z którym zdobył mistrzostwo Stanu Bahia – Campeonato Baiano w 1979, 1980 i 1982. Ostatnim przystankiem w jego karierze była gra w ZEA w klubie Al-Ahli Dubaj w 1983 roku.

## Kariera reprezentacyjna
W reprezentacji Brazylii Renato zadebiutował 3 czerwca 1973 w wygranym 2-0 meczu przeciwko reprezentacją Algierii rozegranym w Algierze. Tydzień później wystąpił w meczu przeciwko reprezentacją Austrii i był to jego ostatni mecz w barwach  canarinhos. W 1974 pojechał z reprezentacją na Mistrzostwa Świata rozgrywanych na stadionach RFN. Na mistrzostwach był zmiennikiem Émersona Leão i nie wystąpił w żadnym meczu. Łącznie w reprezentacji Renato rozegrał 2 spotkania.